# Arthy Lie
Arthy Lie is een Surinaams taekwondoka. Hij is oprichter van Arthy Lie Taekwondo en van het jaarlijkse Internationaal Tae Kwondo Tournement in Paramaribo.

## Biografie
Arthy Lie is de jongere broer van de taekwondopionier en grootmeester Eric Lie. Van hem kreeg hij les in taekwondo, met ook aandacht voor complete focus, en vrijheid met respect. In 1978 slaagde Arthy Lie voor zijn zwarte band. Hij volgde het voorbeeld van zijn broer, zowel met het starten van zijn eigen sportschool Arthy Lie Taekwondo als het uitgroeien tot grootmeester. Naast taekwondo leidt hij judoka's op.
Zijn sportschool werd meermaals kampioen van Suriname en reist ook voor wedstrijden naar het buitenland. Sinds circa 2007 organiseert hij jaarlijks het open Internationaal Tae Kwondo Tournement. Het toernooi wordt bezocht door krijgsporters uit Suriname, Frans-Guyana, Aruba, Curaçao en Trinidad en Tobago.